# Oligodendrogliom anaplazic
Oligodendrogliom anaplazic este o tumoare neuroepitelială despre care se crede că provine din oligodendrocite, un tip de celulă glială. În clasificarea Organizației Mondiale a Sănătății (OMS) a tumorilor cerebrale, Oligodendrogliom anaplazic sunt clasificate în gradul III. În cursul bolii, poate degenera într-un oligodendrogliom extrem de malign gradul IV. Marea majoritate a oligodendrogliom apar sporadic, fără cauză dovedită și fără transmitere în cadrul unei familii.
 

## Semne si simptome
- Criză Epilepsie
- Atac
- Durere de cap
- Slăbiciune pe o parte a corpului
- Dificultăți de limbaj
- Schimbări de comportament și personalitate
- Probleme de echilibru si miscare
- Probleme de memorie[3]

## Patogeneza
Oligodendrogliom anaplazic (malign) aparține grupului de glioame difuze și apare în sistemul nervos central (creier și măduva spinării) din celulele stem precursoare de oligodendrocite . Această tumoră apare în principal la vârsta adultă mijlocie cu o frecvență maximă în deceniile a 4 și 5 de viață.

## Diagnostic
Cea mai importantă procedură de diagnosticare este imagistica prin rezonanță magnetică (RMN). Uneori, în afară de diagnosticul de rutină, metabolismul în țesuturi este prezentat folosind tomografia cu emisie de pozitroni (PET). Diagnosticul este confirmat de o examinare a țesuturilor fine după o operație. Oligodendrogliom anaplazic prezintă adesea pierderea materialului genetic. Aproximativ 50 până la 70% din oligodendrogliom anaplazic de gradul III OMS prezintă pierderi alelice combinate pe brațul scurt al cromozomului 1 (1p) și pe brațul lung al cromozomului 19 (19q). Această schimbare se numește în principal „ 1p/19q Co ștergere ". Poate fi considerat favorabil pentru pacient și face un răspuns la radioterapie sau chimioterapie mai probabil. Denumirea oligodendrogliomului de gradul III (grad înalt) cuprinde în general diagnosticele anterioare de oligodendrogliom anaplazic sau malign.

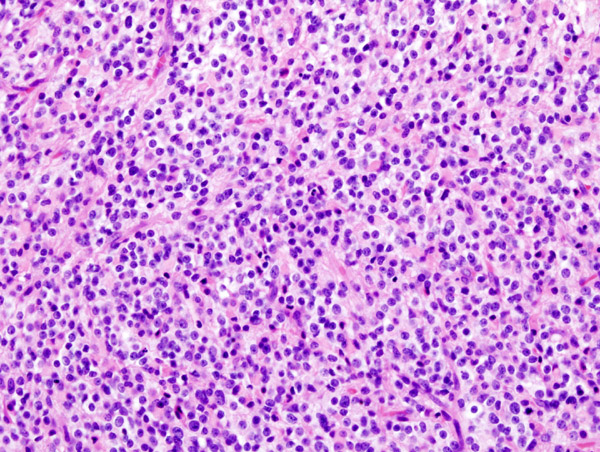
Imagine histopatologică a unui oligodendrogliom anaplazic în creier. Colorație cu hematoxilină și eozină.
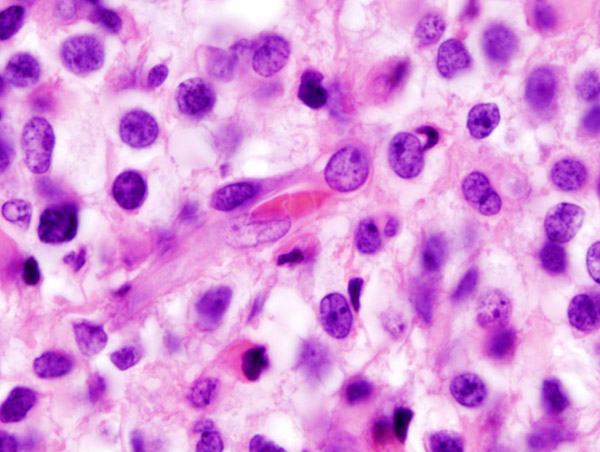
Măriți, observați forme neregulate de celule și nucleare.
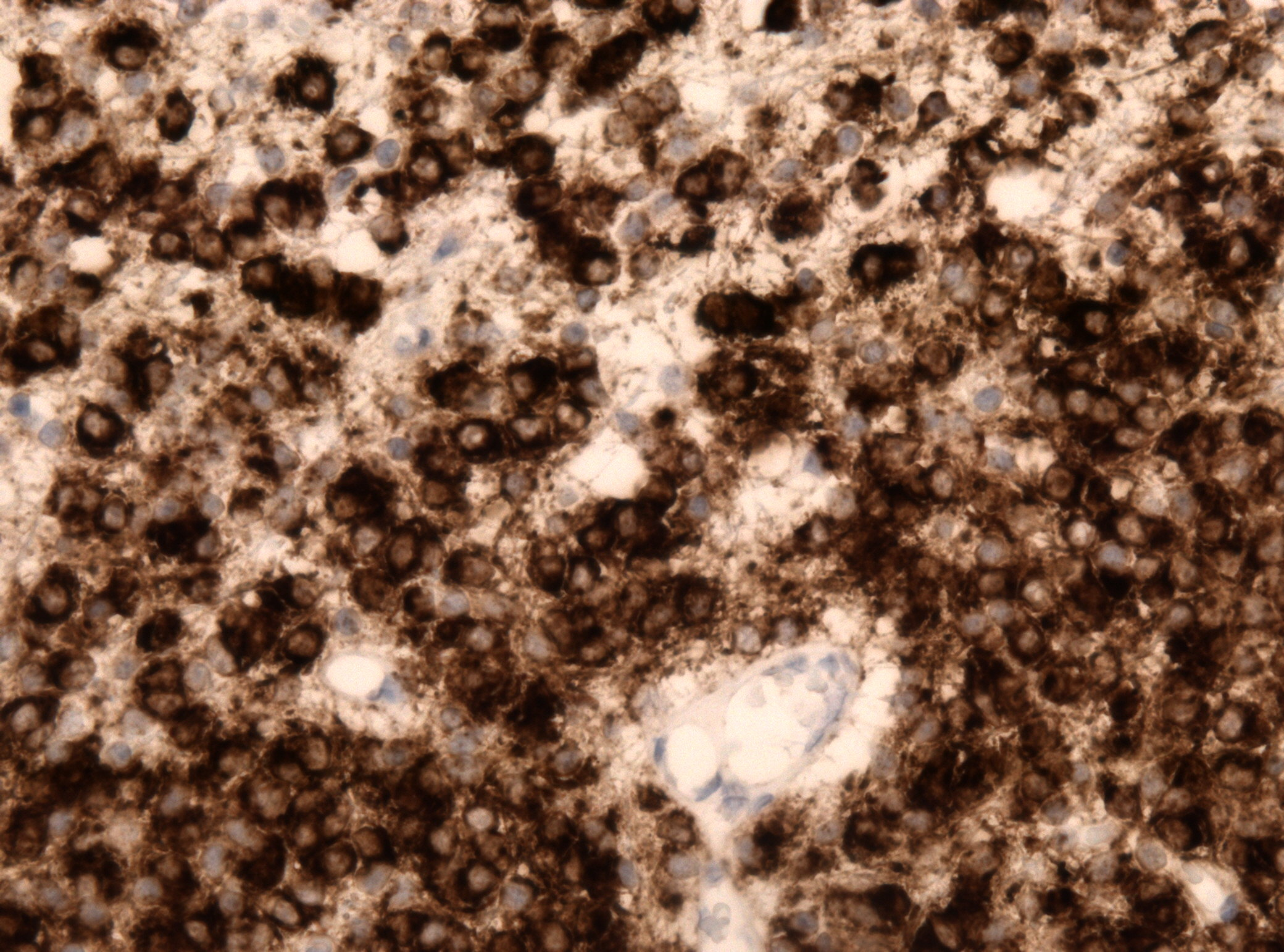
IDH1 R132H oligodendroglioame anaplazice

## Tratament
Chirurgia poate ajuta la reducerea simptomelor cauzate de tumoare. Se preferă îndepărtarea cât mai completă a tumorii vizibile pe RMN, cu condiția ca localizarea tumorii să o permită. Deoarece celulele unui oligodendrogliom anaplazic au migrat deja în țesutul cerebral sănătos din jur în momentul diagnosticării, îndepărtarea chirurgicală completă a tuturor celulelor tumorale nu este posibilă. Markerul „1p/19q Codeletion” joacă un rol din ce în ce mai important în alegerea terapiilor și a combinațiilor terapeutice. Deoarece această tumoare este un " afecțiune indolentă (o afecțiune medicală care progresează lent asociată cu durere mică sau deloc) și morbiditatea potențială asociată cu neurochirurgie, chimioterapie și radioterapie, majoritatea neuro-oncologilor vor urmări inițial așteptarea atentă și vor trata pacienții în mod conservator. Tratamentul simptomatic include adesea utilizarea de anticonvulsivante pentru convulsii și steroizi pentru umflarea creierului. Pentru tratament suplimentar, radioterapia sau chimioterapia cu temozolomidă sau chimioterapia cu procarbazină, lomustină și vincristină (PCV) s-a dovedit a fi eficace și a fost cel mai frecvent utilizat regim de chimioterapie pentru tratamentul oligodendrogliom anaplazic.
Cyberknife poate fi folosit pentru tratamente anaplazice cu oligodendrogliom.

## Prognoză
Rata de supraviețuire relativă la 5 ani: 20 până la 44 de ani, 76%. 45-54 ani, 67%. 55-64 ani, 45%. Procarbazina, lomustina și vincristina sunt folosite din mai 1975. Timp de 48 de ani, noi opțiuni terapeutice au fost testate în mod regulat în studii terapeutice pentru a îmbunătăți managementul oligodendrogliom anaplazic.

## A cerceta
S-a descoperit că neoplasmele comunică între ele într-o rețea mare, fac schimb de substanțe necesare supraviețuirii și astfel pot evita efectele radiațiilor sau chimioterapiei. Comunicare în rețea joacă, de asemenea, un rol important în răspândirea bolii. Celulele canceroase se leagă, de asemenea, de celulele nervoase sănătoase și primesc semnale directe de la acestea, astfel încât tumorile să poată crește mai repede. Mecanismele studiate nu numai că oferă explicații fundamentale noi pentru creșterea foarte agresivă a acestui tip de tumoare. Ele oferă, de asemenea, abordări pentru noi tratamente pentru a opri creșterea tumorilor cerebrale și pentru a face tratamentele existente mai eficiente. Prin urmare, oprirea sau chiar distrugerea rețelelor de celule canceroase devine un principiu terapeutic complet nou în oncologie, cu primele studii clinice bazate pe aceste constatări.

## Literatură
Weller M, van den Bent M, Preusser M, Le Rhun E, Tonn JC, Minniti G, Bendszus M, Balana C, Chinot O, Dirven L, French P, Hegi ME, AS Jakola, M. Platten, P. Roth, R. Rudà, S. Short, M. Smits, MJ Taphoorn, A. von Deimling, M. Westphal, R. Soffietti, G. Reifenberger, W. Wick: EANO guidelines on the diagnostic and treatment of diffuse glioams of adulthood. În: Naturereviews. Oncologie clinică. Volumul 18, Numărul 3, 03 2021, p. 170-186, doi:10.1038/s41571-020-00447-z, PMID 33293629, PMC 7904519 (Recenzie).